# Overture
Overture – firma komputerowa z Pasadeny (Kalifornia) założona w 1997 r., początkowo jako Goto.com, pionier techniki ogłoszeń internetowych opartych na wyrazach kluczowych (keyword advertising).
Wyszukiwarka firmy automatycznie generowała płatne ogłoszenia skojarzone z wyrazami kluczowymi podawanymi przez jej użytkownika. Wyniki wyszukiwania były podobne do rezultatów w innych wyszukiwarkach, z tą różnicą, że na początku listy znajdowały się odsyłacze do firm lub produktów, które opłaciły ogłoszenie.
Na początku 2003 r. Overture zakupiła wyszukiwarki AltaVista i AlltheWeb, natomiast pod koniec tego samego roku sama stała się własnością Yahoo!.